# Giovanni Cristiano II di Eggenberg
Giovanni Cristiano II di Eggenberg, VI principe di Eggenberg, noto anche come Giovanni VI (Graz, 10 marzo 1704 – Graz, 23 febbraio 1717), fu principe di Eggenberg dal 1716 fino alla sua morte.
Fu l'ultimo principe e rappresentante della casata degli Eggenberg che con lui si estinse in linea maschile.

## Biografia
Giovanni Cristiano II nacque a Graz nel 1704, figlio primogenito di Giovanni Antonio II di Eggenberg, V principe di Eggenberg, e di sua moglie, la contessa Maria Carolina di Sternberg. Per parte di suo padre era imparentato coi duchi di Prussia e coi principi del Liechtenstein.
Dopo la morte di suo nonno Giovanni Sigifredo, suo padre gli era succeduto al titolo di principe di Eggenberg, ma rimase in carica tre soli anni, lasciando quale suo unico erede sopravvissuto il giovane Giovanni Cristiano che ascese alla guida della casata sotto la guida della madre.
Il giovane principe ad ogni modo sopravvisse poco più di un anno a tale evento in quanto morì nel 1717 a causa di un'infiammazione intestinale. La potente famiglia degli Eggenberg che per quasi un secolo aveva dominato incontrastata la Boemia meridionale, la Carniola e la Stiria si era così estinta con la fine di tre generazioni in meno di sette anni.
Dopo la sua morte e l'estinzione della sua casata il titolo di principe di Eggenberg si estinse e la contea principesca di Gradisca come da accordi di acquisto con gli imperatori tornò alla monarchia asburgica. La situazione fu ben diversa invece per i beni in Boemia dal momento che la sua prozia, la moglie del fratello di suo nonno Giovanni Cristiano I, Maria Ernestina, occupava ancora il castello di Český Krumlov che alla morte del marito e sino alla propria gli era stato concesso di abitare gratuitamente. Non essendovi altri eredi a reclamare tale possedimento, decise di nominare suo erede universale il nipote principe Adamo Francesco Carlo di Schwarzenberg, il quale ereditò così anche il titolo di duca di Krumlov. La proprietà di famiglia in Stiria invece vennero divise tra le sorelle ancora viventi di Giovanni Antonio II, Maria Eleonora e Maria Teresa. Maria Eleonora, come maggiore tra le due figlie, morì nel 1774 e con lei si estinse ufficialmente ogni ramo della casata degli Eggenberg.

## Albero genealogico
|                                                              |                          |                                               | Genitori                                      |  |  | Nonni |  |  | Bisnonni                                                  |  |  | Trisnonni                                             |  |
|                                                              |                          |                                               |                                               |  |  |       |  |  | Giovanni Antonio I di Eggenberg, II principe di Eggenberg |  |  | Giovanni Ulrico di Eggenberg, I principe di Eggenberg |  |
|                                                              |                          |                                               |                                               |  |  |       |  |  | Giovanni Antonio I di Eggenberg, II principe di Eggenberg |  |  | Giovanni Ulrico di Eggenberg, I principe di Eggenberg |  |
|                                                              |                          | Maria Sidonia von Thannhausen                 |                                               |  |  |       |  |  | Giovanni Antonio I di Eggenberg, II principe di Eggenberg |  |  |                                                       |  |
| Giovanni Sigifredo di Eggenberg, IV principe di Eggenberg    |                          |                                               |                                               |  |  |       |  |  | Giovanni Antonio I di Eggenberg, II principe di Eggenberg |  |  |                                                       |  |
|                                                              |                          | Anna Maria di Brandeburgo-Bayreuth            | Cristiano di Brandeburgo-Bayreuth             |  |  |       |  |  |                                                           |  |  |                                                       |  |
|                                                              |                          | Anna Maria di Brandeburgo-Bayreuth            | Cristiano di Brandeburgo-Bayreuth             |  |  |       |  |  |                                                           |  |  |                                                       |  |
|                                                              |                          | Anna Maria di Brandeburgo-Bayreuth            | Maria di Hohenzollern                         |  |  |       |  |  |                                                           |  |  |                                                       |  |
| Giovanni Antonio II di Eggenberg, V principe di Eggenberg    |                          | Anna Maria di Brandeburgo-Bayreuth            |                                               |  |  |       |  |  |                                                           |  |  |                                                       |  |
|                                                              |                          | Carlo Eusebio del Liechtenstein               | Carlo I del Liechtenstein                     |  |  |       |  |  |                                                           |  |  |                                                       |  |
|                                                              |                          | Carlo Eusebio del Liechtenstein               | Carlo I del Liechtenstein                     |  |  |       |  |  |                                                           |  |  |                                                       |  |
|                                                              |                          | Carlo Eusebio del Liechtenstein               | Anna Maria Šemberová di Boskovic e Černá Hora |  |  |       |  |  |                                                           |  |  |                                                       |  |
| Maria Eleonora del Liechtenstein                             |                          | Carlo Eusebio del Liechtenstein               |                                               |  |  |       |  |  |                                                           |  |  |                                                       |  |
|                                                              |                          | Giovanna Beatrice di Dietrichstein-Nikolsburg | Massimiliano II di Dietrichstein–Nikolsburg   |  |  |       |  |  |                                                           |  |  |                                                       |  |
|                                                              |                          | Giovanna Beatrice di Dietrichstein-Nikolsburg | Massimiliano II di Dietrichstein–Nikolsburg   |  |  |       |  |  |                                                           |  |  |                                                       |  |
|                                                              |                          | Giovanna Beatrice di Dietrichstein-Nikolsburg | Anna Maria del Liechtenstein                  |  |  |       |  |  |                                                           |  |  |                                                       |  |
| Giovanni Cristiano II di Eggenberg, VI principe di Eggenberg |                          | Giovanna Beatrice di Dietrichstein-Nikolsburg |                                               |  |  |       |  |  |                                                           |  |  |                                                       |  |
|                                                              | Jan Rudolf ze Sternberka | Stepan Jiri ze Sternberka                     |                                               |  |  |       |  |  |                                                           |  |  |                                                       |  |
|                                                              | Jan Rudolf ze Sternberka | Stepan Jiri ze Sternberka                     |                                               |  |  |       |  |  |                                                           |  |  |                                                       |  |
|                                                              | Jan Rudolf ze Sternberka | Veronika Krabice z Weitmuhle                  |                                               |  |  |       |  |  |                                                           |  |  |                                                       |  |
| Oldrich Adolf Vratislav von Sternberg, conte di Sternberg    | Jan Rudolf ze Sternberka |                                               |                                               |  |  |       |  |  |                                                           |  |  |                                                       |  |
|                                                              |                          | Helene Eustachia Krzineczky                   | Albrecht Gottfried Krzineczky                 |  |  |       |  |  |                                                           |  |  |                                                       |  |
|                                                              |                          | Helene Eustachia Krzineczky                   | Albrecht Gottfried Krzineczky                 |  |  |       |  |  |                                                           |  |  |                                                       |  |
|                                                              |                          | Helene Eustachia Krzineczky                   | Anna Catharina Mirkovsky ze Stropcic          |  |  |       |  |  |                                                           |  |  |                                                       |  |
| Maria Carolina di Sternberg                                  |                          | Helene Eustachia Krzineczky                   |                                               |  |  |       |  |  |                                                           |  |  |                                                       |  |
|                                                              |                          | Jáchym Oldrich Slavata z Chlumu a Kosumberka  | Vilém Slavata z Chlumu a Kosumberka           |  |  |       |  |  |                                                           |  |  |                                                       |  |
|                                                              |                          | Jáchym Oldrich Slavata z Chlumu a Kosumberka  | Vilém Slavata z Chlumu a Kosumberka           |  |  |       |  |  |                                                           |  |  |                                                       |  |
|                                                              |                          | Jáchym Oldrich Slavata z Chlumu a Kosumberka  | Lucie Otýlie z Hradce                         |  |  |       |  |  |                                                           |  |  |                                                       |  |
| Anna Lucie Slavata z Chlumu a Kosumberka                     |                          | Jáchym Oldrich Slavata z Chlumu a Kosumberka  |                                               |  |  |       |  |  |                                                           |  |  |                                                       |  |
|                                                              |                          | Maria Franziska Theresia von Meggau           | Leonhard Helfried von Meggau, conte di Meggau |  |  |       |  |  |                                                           |  |  |                                                       |  |
|                                                              |                          | Maria Franziska Theresia von Meggau           | Leonhard Helfried von Meggau, conte di Meggau |  |  |       |  |  |                                                           |  |  |                                                       |  |
|                                                              |                          | Maria Franziska Theresia von Meggau           | Anna Khuen von Belasi                         |  |  |       |  |  |                                                           |  |  |                                                       |  |
|                                                              |                          | Maria Franziska Theresia von Meggau           |                                               |  |  |       |  |  |                                                           |  |  |                                                       |  |